# 백송미술문화재단
백송미술문화재단은 1992년 12월 28일 설립된 문화체육관광부 소관의 재단법인이다. 문화예술의 발전도모 및 일반 공중과 후학들의 예술교육에 이바지할 것을 목적으로 한다. 사무실은 서울특별시 종로구 관훈동 197-9에 있다.

## 주요 사업
- 미술관 건립
- 미술전시회, 세미나, 강습회 등 개최
- 향당대상전 제정시행
- 미술관련 간행물 제작, 배포 및 정보교환에 관한 사항